# Elysia crispata
Elysia crispata är en snäckart som beskrevs av Mørch 1863. Elysia crispata ingår i släktet Elysia och familjen sammetssniglar. Inga underarter finns listade i Catalogue of Life.

## Bildgalleri

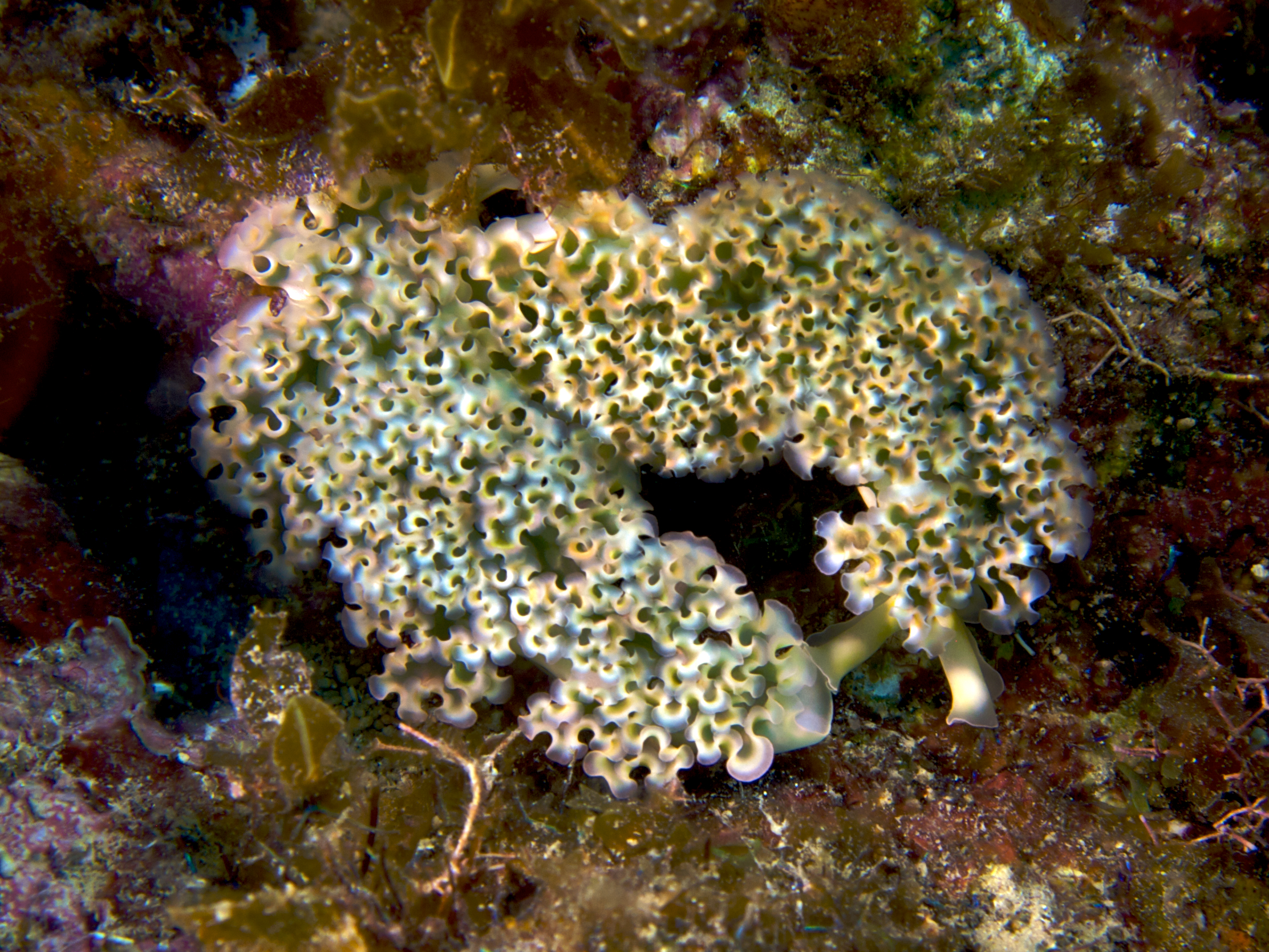
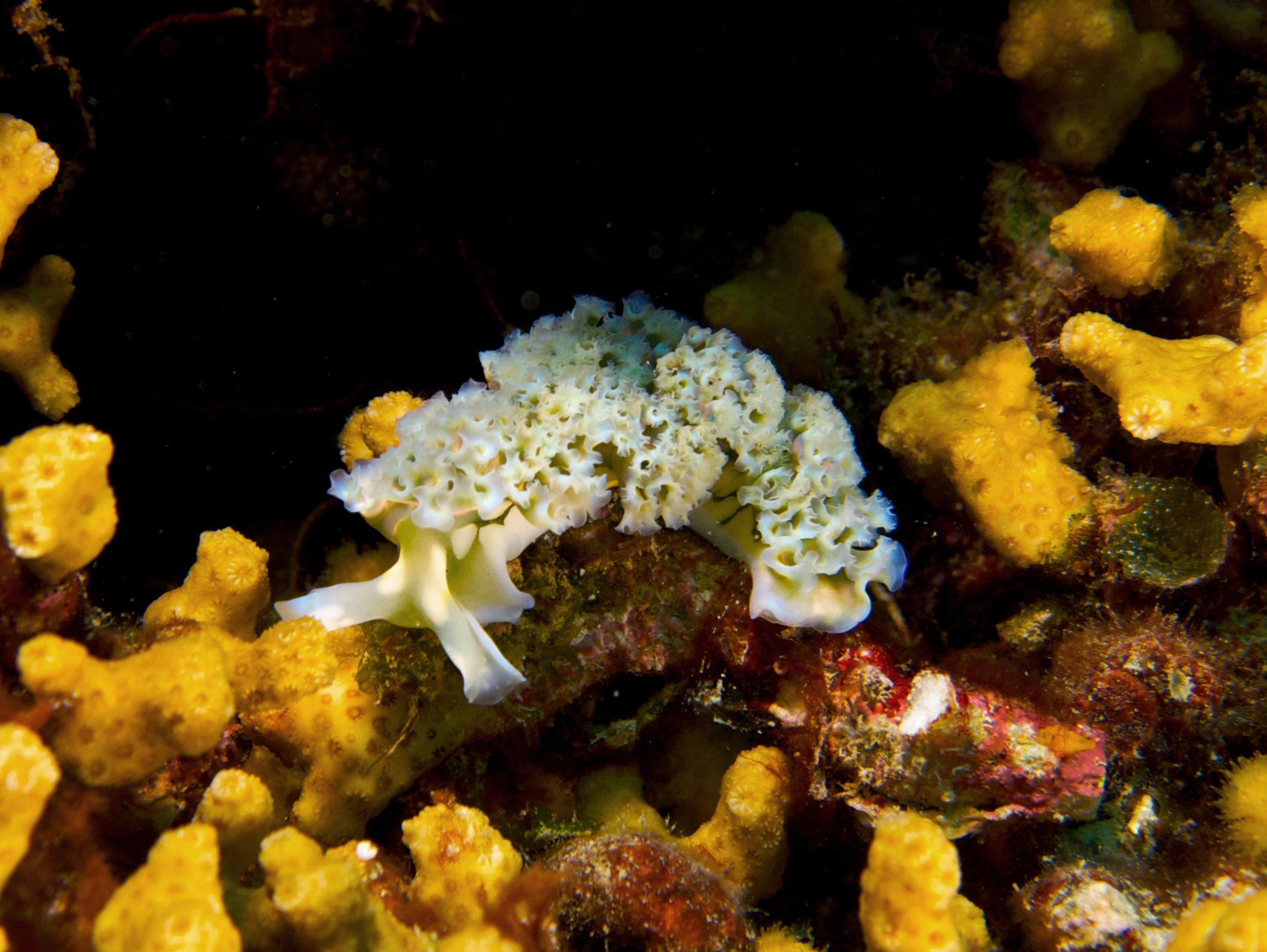
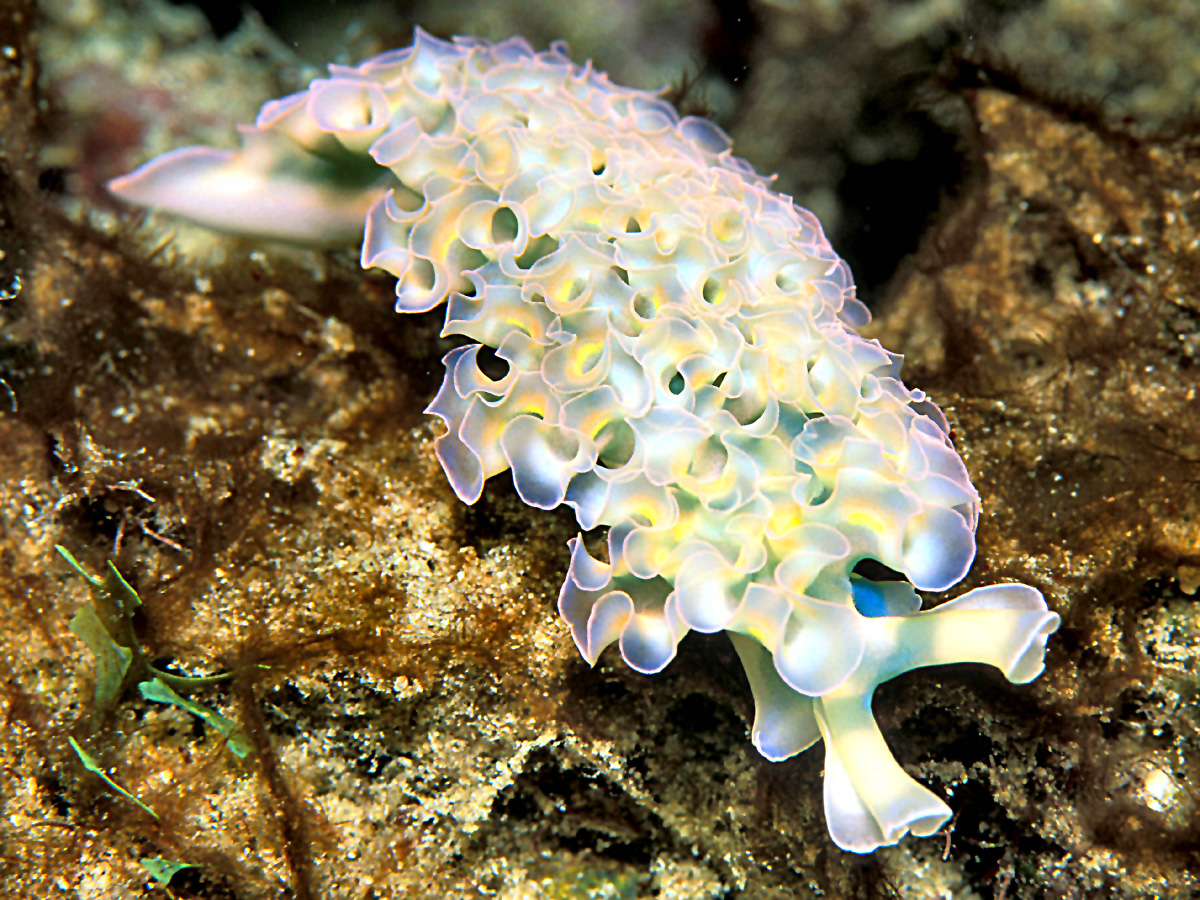